# Harakiri (álbum)
Harakiri es el tercer disco de Serj Tankian como solista. El disco salió a la venta el 9 de julio de 2012.
Serj dijo: «El año 2011 comenzó con un incendio. Algunos niños en Piha, Nueva Zelanda, lanzaron fuegos artificiales que cayeron en la propiedad de mi vecino y quemaron todo alrededor de la colina. Yo sabía que este sería un infierno de año, y lo fue sin duda. 5 días después aparecieron informes sobre la muerte de peces y aves en números grandes en todo el mundo. El presagio no se me escapo. Diversas criaturas de la tierra estaban haciendo un gran "Hara-kiri" ("Ritual de suicidio" en japonés). ¿Saben algo que no sabemos acerca de lo que se viene para nuestro medio ambiente? Ese fue el día que empecé a escribir el nuevo álbum.»
Tankian describe el resultado final como "la conducción mucho más orientado hacia el punk, con influencias que van del gótico al electrónico a 80 vibraciones, de manera dinámica rock pesado a la épica canciones melódicas."

## Lista de canciones
Todas las canciones fueron compuestas y escritas por Serj Tankian, excepto donde se indica lo contrario.  

| N.º | Título                             | Duración |  |
| 1.  | «Cornucopia»                       | 4:28     |  |
| 2.  | «Figure It Out»                    | 2:52     |  |
| 3.  | «Ching Chime»                      | 4:05     |  |
| 4.  | «Butterfly»                        | 4:10     |  |
| 5.  | «Harakiri»                         | 4:19     |  |
| 6.  | «Occupied Tears»                   | 4:22     |  |
| 7.  | «Deafening Silence»                | 4:16     |  |
| 8.  | «Forget Me Knot»                   | 4:26     |  |
| 9.  | «Reality TV»                       | 4:09     |  |
| 10. | «Uneducated Democracy»             | 3:59     |  |
| 11. | «Weave On» (letra de Steven Sater) | 4:07     |  |

| Deluxe Edition bonus tracks |                                              |          |  |
| N.º                         | Título                                       | Duración |  |
| 12.                         | «Revolver»                                   | 2:31     |  |
| 13.                         | «Tyrant's Gratitude» (letra de Steven Sater) | 2:38     |  |

| Japanese edition |            |          |  |
| N.º              | Título     | Duración |  |
| 12.              | «Revolver» | 2:31     |  |